# Klaus-Dieter Sievert

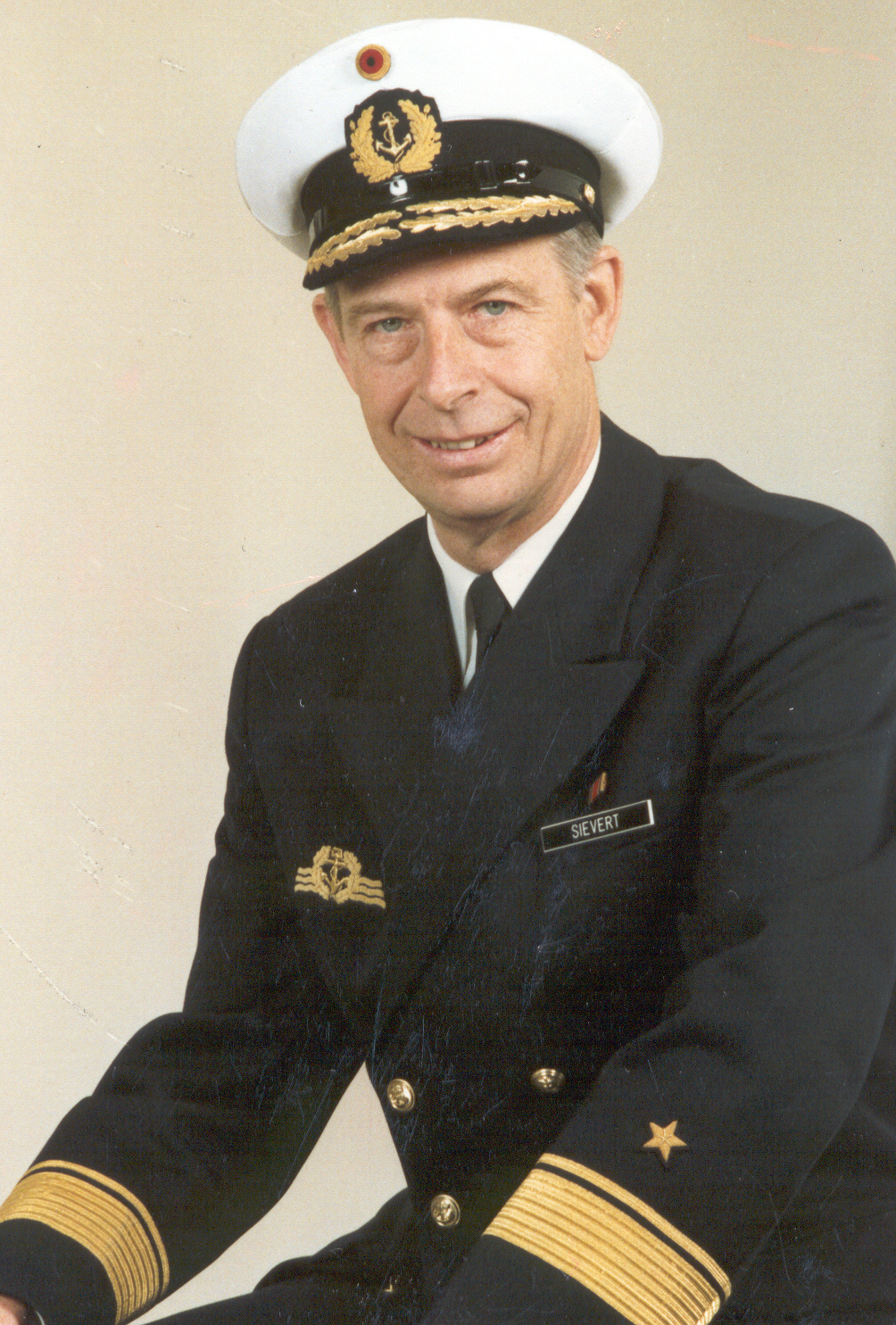
Flottillenadmiral Sievert (1985)

Klaus-Dieter Sievert (* 17. Mai 1935 in Wilhelmshaven) ist ein deutscher Marineoffizier.

## Leben
Sievert absolvierte nach dem Abitur eine Lehre zum Exportkaufmann. 1956 trat er als Offizieranwärter (Crew V/56) in die Marine der Bundeswehr ein. Zuerst 1958/59 als Wachoffizier auf Schnellbooten und Fregatten eingesetzt, kam es 1960 bis 1963 zur Verwendung als Kommandant beim 5. Schnellbootgeschwader. 1963/64 wurde Sievert Kompaniechef im Marineausbildungsbataillon 3. 1964/65 absolvierte er den B-Lehrgang Marineführungsdienst und wurde danach als Kapitänleutnant Schiffsoperationsoffizier auf der Fregatte Lübeck.
1966/67 war er Inspektionschef an der Marineschule Mürwik (MSM) in Flensburg-Mürwik, 1968 Erster Offizier auf dem Zerstörer Hamburg, anschließend Taktiklehrer an der Seetaktischen Lehrgruppe in Wilhelmshaven. Von Oktober 1972 bis September 1973 war er als Fregattenkapitän Kommandant der Fregatte Karlsruhe. Anschließend folgte sein Kommando über die Fregatte Köln. Nach Besuch des Naval War College (NWC) 1976 in Newport (Rhode Island) kam Sievert 1977/78 als Gruppenleiter in die Abteilung Ausbildung im Marineamt (MarA) Wilhelmshaven. Nach der Beförderung zum Kapitän zur See erfolgte von April 1979 bis September 1980 die Verwendung als Kommandeur des 2. Zerstörergeschwaders. Nach Verwendung als Kommandeur der Marineortungsschule (MOS) in Bremerhaven von 1980 bis 1984 wurde er 1984/85 als Referatsleiter in den Führungsstab der Marine (Fü M) nach Bonn versetzt.
Von 1985 bis 1989 war er als Flottillenadmiral Kommandeur der Marineschule Mürwik in Flensburg und danach 1989/90 Abteilungsleiter I (Ausbildung) und Admiral Marineausbildung im Marineamt in Wilhelmshaven. 1990 erfolgte die Ernennung zum Beauftragten für Erziehung und Ausbildung beim Generalinspekteur der Bundeswehr und Stellvertretenden Beauftragten für Reservistenangelegenheiten. 1995 wurde er in den Ruhestand versetzt.
Sievert ist verheiratet und Vater von drei Kindern.